# Подгорное (Хлевенский район)
Подгорное — деревня Хлевенского района Липецкой области России. Входит в состав Синдякинского сельсовета.

## География
Расположен в пределах Средне-Русской возвышенности в подзоне лесостепи, на правой стороне реки Воронеж, рядом с селом Курино.
Уличная сеть
Московская и Энергетиков.

## История
В источниках 1615 г. упоминается «деревня Подгорная на Подгорном озере».

## Название
Озеро, находящееся под горою правого высокого берега, дало имя селу.

## Население
| 1859 | 1897 | 2009 | 2010 |
| ---- | ---- | ---- | ---- |
| 684  | ↗715 | ↘126 | ↘116 |

## Инфраструктура
Обслуживается почтовым отделением 399262 в селе Синдякино (Центральная ул, 26).

## Транспорт
Автодорога Усмань — Поддубровка — Воробьевка (идентификационный номер 42 ОП РЗ 42К-704).